# Abdellah Bidar
Abdellah Bidar (19 agosto 1967) è un ex calciatore marocchino, di ruolo difensore.

## Carriera
Con la Nazionale marocchina ha preso parte ai Mondiali 1986.